# Ilie-Alin Coleșa
Ilie-Alin Coleșa (n. 17 iunie 1976, Blaj, Alba, România) este un politician român, ales în 2020 deputat din partea partidului Alianța pentru Unirea Românilor (AUR).

## Tinerețe și educație
Ilie-Alin Coleșa s-a născut pe 17 iunie 1976, la Blaj, municipiu din județul Alba, în Republica Socialistă România. Coleșa a început studiile la Facultatea de Automatică și Calculatoare a Universității Tehnice din Cluj-Napoca în 2002, absolvind în 2005, specializându-se în Calculatoare.

## Carieră profesională
Coleșa a început cariera sa ca specialist IT la Academia de Muzică Gheorghe Dima în 2001, apoi a lucrat ca dezvoltator software pentru diverse companii, inclusiv Morfeus și Andrea Informatique. Între 2007 și 2020, a activat ca consultant independent în sectorul telecomunicațiilor, specializându-se în testarea automată a dispozitivelor inteligente.

## Carieră politică
Coleșa s-a alăturat Alianței pentru Unirea Românilor în jurul înființării sale, în sfârșitul lui 2019.

### Legislatura I (2020–2024)
Coleșa a fost ales deputat în circumscripția nr. 13 Cluj, din partea Alianța pentru Unirea Românilor la alegerile parlamentare din 6 decembrie 2020, preluând mandatul pe 21 decembrie. A fost reales la alegerile din 2024 pe 1 decembrie.
Coleșa s-a alăturat partidului Alianța pentru Unirea Românilor (AUR) încă de la înființare, la sfârșitul anului 2019.

### Legislatura II (2024–prezent)

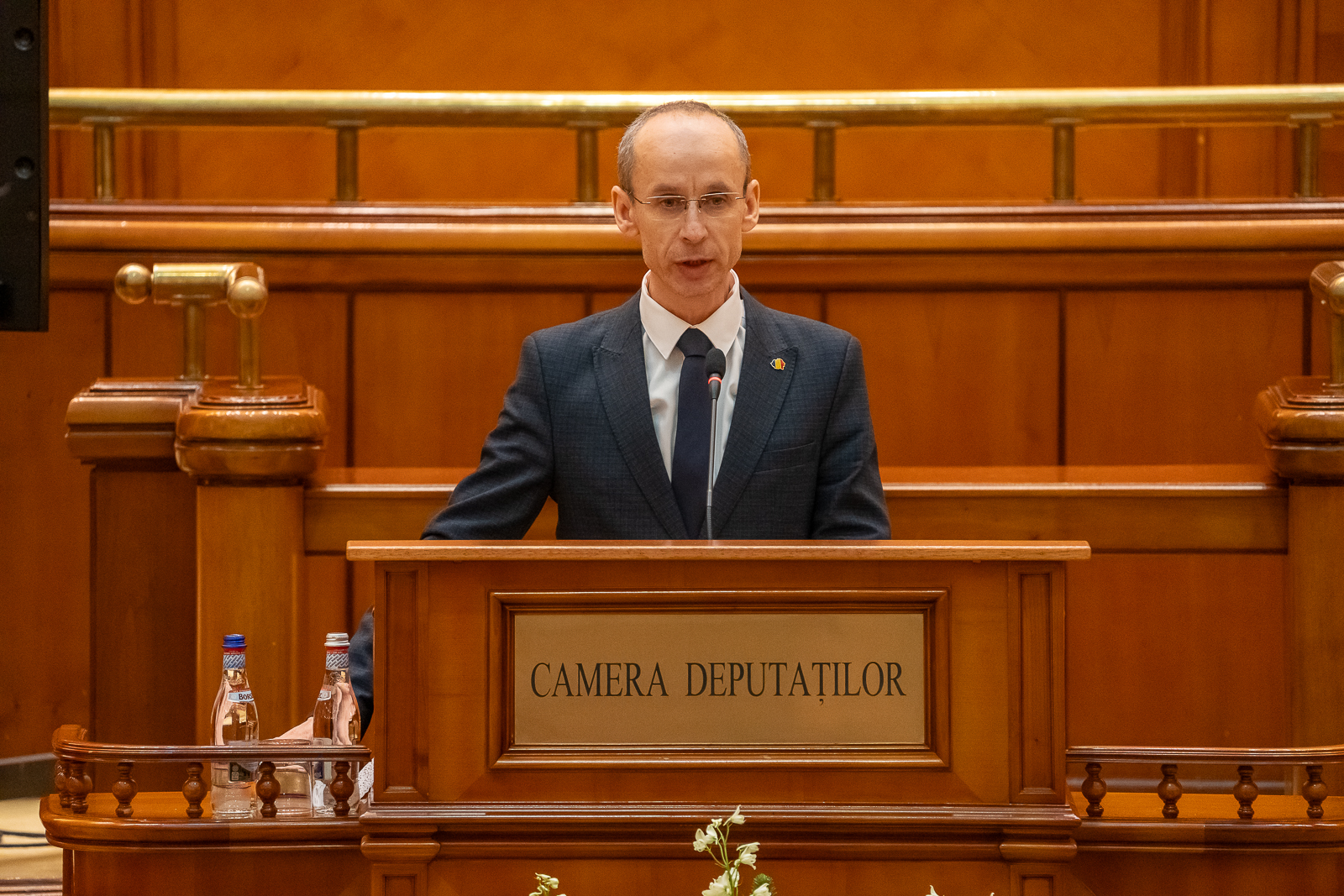
Coleșa depunând jurământul, 21 decembrie 2024

A fost ales deputat în circumscripția Cluj, din partea AUR la alegerile parlamentare din 6 decembrie 2020. A fost reales deputat în urma alegerilor din 1 decembrie 2024.
Începând cu aprilie 2025, este viceliderul grupului parlamentar AUR, vicepreședinte al Comisiei pentru tehnologiile informației și comunicațiilor și membru al Comisiei pentru pentru sănătate și familie. Este membru al Delegației la Adunarea Interparlamentară a Ortodoxiei, precum și în Comitetul Director al Grupului Român al Uniunii Interparlamentare.

## Viața personală
Coleșa este tatăl a cinci copii, minori sau studenți.